# Odes de Salomão

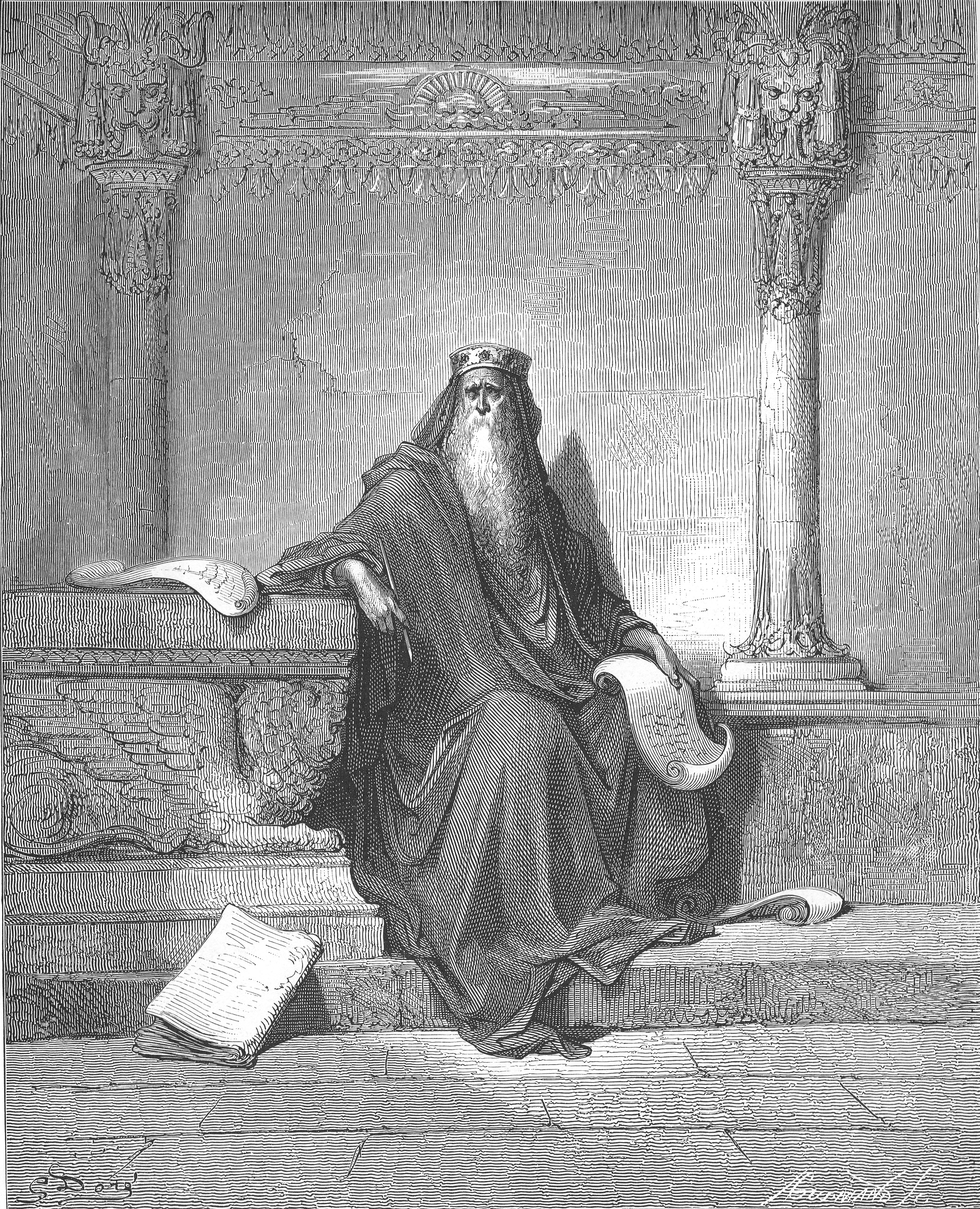
Rei Salomão, a quem a tradição atribuiu a autoria das Odes de Salomão

As Odes de Salomão é uma coleção de quarenta e duas odes atribuídas à Salomão. Vários estudiosos já dataram a composição destes poemas religiosos para algo entre o primeiro e o terceiro séculos da era cristã. Acredita-se que a língua original das Odes tenha sido o grego ou o siríaco.

## A história do manuscrito
Os mais antigos manuscritos das Odes de Salomão ainda existentes são do final do terceiro e início do quarto século: a versão copta Pistis Sophia, uma citação em latim de um verso da Ode 19 por Lactâncio e um texto grego da Ode 11 no Papiro de Bodmer XI. Antes do século XVIII, as Odes só eram conhecidas através da citação de Lactâncio de um único verso e pela sua inclusão em duas listas de literatura religiosa.

### Pistis Sophia
O Museu Britânico comprou a Pistis Sophia (o Códice Askew BM MS. add. 5114) em 1785. O manuscrito copta, um códice com 174 folhas, provavelmente foi composto no final do século III O manuscrito contém o texto completo de duas Odes, porções de duas outras e o que se acredita ser a Ode 1 (esta ode não consta em nenhum outro manuscrito e pode estar incompleta). Pistis Sophia é um texto gnóstico composto no Egito, talvez uma tradução do original grego proveniente da Síria.

### Manuscrito de Harris
Após a descoberta de porções das Odes de Salomão em Pistis Sophia, estudiosos procuraram encontrar cópias mais completas destes intrigantes textos. Em 1909, James Rendel Harris descobriu uma pilha de folhas perdidas de um manuscrito siríaco numa prateleira de seu escritório. Infelizmente, tudo o que ele conseguiu se lembrar foi de que elas vieram 'das proximidades do Tigre'. O manuscrito (Cod. Syr. 9 na Biblioteca John Rylands) é o mais completo texto sobrevivente das odes, O manuscrito começa com a segunda estrofe do primeiro verso da Ode 3 (as duas primeiras se perderam). O manuscrito contém então todas as odes completas até o final da Ode 42. Então, os Salmos de Salomão (poesias judaicas mais antigas que frequentemente são anexadas às Odes, posteriores) seguem, até o início do Salmo 17:38. O final do manuscrito também se perdeu. Porém, o manuscrito de Harris é uma cópia posterior - certamente não antes do século XV.

### Códice Nitriense
Em 1912, F. C. Burkitt descobriu um manuscrito mais antigo das Odes de Salomão no Museu Britânico (BM Add. 14538). O Códice Nitriense (em latim: Codex Nitriensis) veio do Monastério dos Sírios em Uádi Natrum, aproximadamente dez quilômetros a oeste do Cairo. Nele estão preservadas desde a Ode 17:7b até o final da Ode 42, seguida também pelos Salmos de Salomão numa numeração contínua. Nitriense está escrita numa letra muito mais densa que o manuscrito de Harris, o que o torna ilegível em alguns pontos. Porém, Nitriense pré-data Harris em quase cinco séculos (embora Mingana o tenha datado no século XIII).

### Papiros de Bodmer
Em 1955-6, Martin Bodmer adquiriu uma quantidade de manuscritos. O Papiro Bodmer XI parece ser um rascunho grego de literatura cistã compilada no Egito no terceiro século. Ele inclui a Ode 11 completa (cabeçalho em grego:  ΩΔΗ ΣΟΛΟΜΩΝΤΟS), que inclui por sua vez uma pequena seção no meio da Ode que não existe na versão de Harris. Evidências internas sugerem que este material adicional é original da Ode e que o manuscrito de Harris, posterior, o omite.

## Temas e origem
Tecnicamente, as Odes são anônimas, mas em muitos manuscritos antigos as Odes de Salomão são encontradas junto com a obra similar, os Salmos de Salomão, e assim elas passaram também a ser atribuídas a ele. Ao contrário dos Salmos de Salomão, porém, as Odes tem muito menos influências judaicas claras, sendo muito mais cristãs na aparência. As Odes explicitamente se referem não apenas a Jesus, mas também à ideias de nascimento virginal, a descida ao inferno e a Trindade. Adolf Harnack sugeriu a obra de um interpolador cristão ajustando o texto originalmente judaico.
Nenhuma prova conclusiva da língua original das Odes de Salomão existe até o momento. As três sugestões que continuam a ter seus méritos entre os estudiosos são as de que elas foram escritas em grego, siríaco ou numa comunidade bilíngue entre essas duas línguas. O lugar de origem parece ter sido numa região da província romana da Síria, mas se foi na Síria ocidental (Antioquia, por exemplo) ou na Mesopotâmia (por exemplo, em Edessa), mais ao norte, é discutível. Já na questão da data, uma pequena maioria dos estudiosos atribuem à Ode uma data no segundo século, no final. Porém, datas no primeiro (Charlesworth) e no terceiro (Drijvers) ainda são discutidas.

### Relação com o Gnosticismo
Porém, muitos duvidaram também da ortodoxia doutrinária das Odes, sugerindo que elas talvez tenham se originado de um grupo herético ou gnóstico. Isto pode ser aferido pelo extensivo uso da palavra 'conhecimento' (sir. ܝܕܥܬܐ, īḏa‘tâ; gr. γνωσις, gnōsis), a leve sugestão de que o Salvador precisaria ser salvo na Ode 8:21c (sir.: ܘܦ̈ܖܝܩܐ ܒܗܘ ܕܐܬܦܪܩ, wafrîqê ḇ-haw d'eṯpreq — 'e os salvos (estão) nele que foi salvo') e a imagem do Pai tendo seios que são ordenhados pelo Espírito Santo para produzir a encarnação de Cristo. No caso do 'conhecimento', é sempre em referência ao presente de Deus de sua auto-revelação e, como as Odes estão repletas de alegria na boa criação de Deus, parece que há uma contradição com o conceito gnóstico de conhecimento como uma forma de libertação de um mundo imperfeito. Outras imagens são, às vezes, consideradas marcas de uma heresia no compositor das odes, mas de fato tem alguns paralelos na literatura patrística. Um conjunto de estudiosos, considerando as ligações com o gnosticismo foram super-trabalhadas, agora vêem as Odes como 'gnosística', quando muito, pela falta de qualquer tipo de doutrina clássica gnóstica, incluindo dualismo, a oposição ao mundo material, uma divindade suprema remota, a emanação de divindades etc. Assim, as Odes podem ser vistas como existindo num tempo e lugar onde os termos 'gnosisticos' entre cristãos não-gnósticos ainda era aceitável.

### Relação com João e Inácio de Antioquia

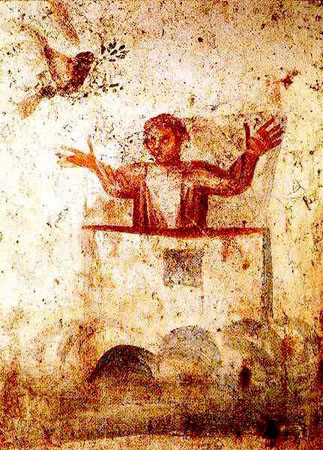
O gesto orante - oração com os braços abertos

Existem paralelos, tanto em estilo quanto na teologia, entre as Odes e os escritos de Inácio de Antioquia, assim como com o canônico Evangelho segundo João. Como exemplo, tanto as Odes quanto João usam o conceito de Jesus como Logos e escrevem em metáforas suaves. Porém, Odes parece ter sido criada para ser utilizada diretamente nos serviços religiosos, misturando pequenos sermões com músicas e hinos. Odes também faz claras referências a um estilo peculiar de oração - o gesto orante, com as mãos erguidas, separadas, com as palmas para fora, que é muito raro no Cristianismo moderno.
As Odes de Salomão foram, talvez, compostas para o uso litúrgico. Nos manuscritos siríacos, todas as Odes terminam com um Aleluia e o manuscrito de Harris marca esta palavra no meio de uma ode pela letra siríaca hê (ܗ). As formais verbais e o uso do plural sugerem que por vezes o texto se dirigia a uma congregação. Bernard, Aune, Pierce e outros que comentaram sobre as Odes encontram nelas imagens claras de batismo - água é um termo sempre presente (inundações, bebendo as águas viventes, afogamento e as fontes) assim como a linguagem de conversão e iniciação. Charlesworth tem criticado este ponto de vista, mas seus proponentes acreditam que este é o único argumento plausível para o cenário original das Odes que foram produzidas.